# 奥村心雪
奥村 心雪（おくむら みゆき）は、日本のキャラクターデザイナー。シナモロール、ジュエルペット、ルロロマニック、　ウィッシュミーメル、Beatcats、かぶきにゃんたろうの作者。

## 来歴
埼玉県出身。福岡県立福岡中央高等学校、1999年、女子美術大学短期大学部造形学科情報デザイン専攻（現：短期大学部 造形学科）卒業。株式会社サンリオ入社。
2000年にシナモロールのシナモンの原型となるうさぎのキャラクターを発表したが、採用には至らなかった。翌2001年、うさぎの耳と尻尾を描き直して白い子犬へと設定を変更したところ、サンリオの月刊誌『いちご新聞』のニューキャラ読者投票で5位を獲得。その後、小学校高学年の店頭アンケートで1位を獲得し商品化が始まる。やがて、シナモロールは小学生の間で人気を博し、サンリオキャラクターの中でハローキティに次ぐ人気キャラクターになった。シナモロールのヒットを受け2007年時点では係長であった役職も次第に昇進し、退任時点では執行役員にまで登り詰めている。
2007年にルロロマニック、2010年にウィッシュミーメル、2017年にかぶきにゃんたろう、2020年にBeatcatsを発表。
2024年11月10日、25年間勤めたサンリオを退社したことを自身のSNSで公表した。